# Czerkawszczyzna (przystanek kolejowy)
Czerkawszczyzna (ukr. Черкавщина, ros. Черкавщина) – przystanek kolejowy w pobliżu miejscowości Czerkawszczyzna, w rejonie czortkowskim, w obwodzie tarnopolskim, na Ukrainie. Leży na linii Biała Czortkowska – Zaleszczyki – Stefaneszty.